# جارلاسکو
جارلاسکو (به ایتالیایی: Garlasco) یک کومونه در ایتالیا است که در استان پاویا واقع شده‌است.

## خصوصیات
جارلاسکو ۳۹٫۰ کیلومترمربع مساحت و ۹٬۳۴۳ نفر جمعیت دارد و ۹۳ متر بالاتر از سطح دریا واقع شده‌است.